# كلارنس جونز (لاعب كرة قدم أمريكية)
كلارنس جونز (بالإنجليزية: Clarence Jones) هو لاعب كرة قدم أمريكية أمريكي، ولد في 6 مايو 1968 في بروكلين في الولايات المتحدة.

## وصلات خارجية
- كلارنس جونز على موقع مرجع كرة القدم المحترفة.كوم (الإنجليزية)